# Gaston Rullier
Pour les articles homonymes, voir Rullier.
Gaston Marie François Rullier, né à Libourne le 19 mai 1882 et mort à Bagnolet le 16 octobre 1972, est un acteur et scénariste français.

## Biographie
Gaston Rullier, surnommé « le petit Pagnol de la Gironde », est également parolier et l'auteur de pièces de théâtre.

## Filmographie

### Comme scénariste et dialoguiste
- 1939 : Le Moulin dans le soleil de Marc Didier
- 1941 : L'Intrigante d'Émile Couzinet[2]
- 1947 : Plume la poule de Walter Kapps

### Comme acteur
- 1939 : Le Moulin dans le soleil de Marc Didier : le curé
- 1941 : L'Intrigante d'Émile Couzinet : Gaston Trochès
- 1942 : Vie privée de Walter Kapps : Albert
- 1942 : Une pirouette de Monsieur Girouette, court-métrage de Pierre Ramelot : M. Girouette
- 1942 : Monsieur Girouette stratège, court-métrage de Pierre Ramelot : M. Girouette
- 1942 : Monsieur Girouette et la guerre de Cent Ans, court-métrage de Pierre Ramelot : M. Girouette
- 1945 : Cyrano de Bergerac de Fernand Rivers : Carbon de Castel-Jaloux
- 1947 : Plume la poule de Walter Kapps
- 1953 : Une fille dans le soleil de Maurice Cam